# Saša Varga
Saša Varga (serbisch-kyrillisch Саша Варга; * 19. Februar 1993 in Lüttich) ist ein serbisch-belgischer Fußballspieler.

## Karriere
Varga begann seine Karriere beim FK Rad Belgrad. Im Mai 2011 debütierte er für die Profis von Rad gegen den FK Javor Ivanjica in der SuperLiga. Dies war in der Saison 2010/11 sein einziger Einsatz in der höchsten serbischen Spielklasse. In der Saison 2011/12 kam er bis zur Winterpause zweimal in der Qualifikation zur UEFA Europa League zum Einsatz, in der Liga absolvierte er kein Spiel. Im Januar 2012 wurde er an den Drittligisten FK Palić verliehen. Zur Saison 2012/13 wurde er an den FK BASK weiterverliehen. Im Januar 2013 kehrte er wieder zu Rad zurück. Dort kam er bis zum Ende der Saison 2012/13 sechsmal zum Einsatz. In der Spielzeit 2013/14 absolvierte er bis zur Winterpause vier Partien in der SuperLiga.
Im Januar 2014 wechselte er zum Zweitligisten FK Teleoptik. In eineinhalb Jahren bei Teleoptik absolvierte der Stürmer 14 Partien in der Prva Liga, aus der er mit dem Klub am Ende der Saison 2014/15 abstieg. Daraufhin wechselte Varga zur Saison 2015/16 nach Spanien zum Drittligisten FC Jumilla. Für Jumilla kam er zu fünf Einsätzen in der Segunda División B. Zur Saison 2016/17 kehrte er nach Serbien zurück und schloss sich dem Zweitligisten FK Bežanija an, für den er drei Spiele machte. Im Februar 2017 wechselte er innerhalb der Liga zum FK Sinđelić Beograd. Für Sinđelić kam er bis Saisonende zehnmal in der Prva Liga zum Einsatz.
Zur Saison 2017/18 verließ Varga Serbien wieder und wechselte nach Slowenien zum Zweitligisten NK Brda Dobrovo. In eineinhalb Jahren bei Brda kam der Angreifer zu 30 Einsätzen in der 2. SNL, in denen er 13 Tore erzielte. Im Januar 2019 verließ er den Verein. Nach einem Halbjahr ohne Klub schloss er sich zur Saison 2019/20 dem Ligakonkurrenten NK Radomlje an. Für Radomlje kam er bis zur Winterpause zu 19 Einsätzen, in denen er ebenfalls 13 Tore erzielte. Im Januar 2020 kehrte Varga wieder nach Serbien zurück, diesmal wechselte er zum Erstligisten FK Javor Ivanjica. Für Javor kam er bis zum Ende der Spielzeit zu sechs Einsätzen in der SuperLiga.
Bereits nach einem halben Jahr bei Javor wechselte er zur Saison 2020/21 erneut nach Radomlje. Bis zum Ende der Saison 2020/21 kam er zu zwölf Einsätzen, in denen er sieben Tore erzielte. Mit dem Klub stieg er zu Saisonende in die 1. SNL auf. Nach dem Aufstieg kam der Angreifer bis zur Winterpause der Saison 2021/22 zu 19 Einsätzen in der höchsten slowenischen Spielklasse, in denen er dreimal traf. Im Februar 2022 wechselte Varga zum österreichischen Regionalligisten FCM Traiskirchen. Für Traiskirchen kam er zu zwölf Einsätzen in der Regionalliga. Zur Saison 2022/23 kehrte er nach Serbien zurück und wechselte zum Zweitligisten FK IMT Belgrad.

## Persönliches
Vargas Vater Zvonko war ebenfalls Fußballspieler. Während dessen Zeit beim RFC Lüttich würde Saša in Lüttich geboren, wodurch er auch einen belgischen Pass besitzt.